# Ремандзакко
Ремандза́кко (итал. Remanzacco) —  коммуна в Италии, располагается в регионе Фриули-Венеция-Джулия, в провинции Удине.
Население составляет 5984 человека (2008 г.), плотность населения составляет 185 чел./км². Занимает площадь 31 км². Почтовый индекс — 33047. Телефонный код — 0432.
Покровителями коммуны почитаются святой Иоанн Креститель, празднование 24 июня, а также святые Гермагор и Фортунат и святитель Мартин Турский.

## Демография
Динамика населения:

## Администрация коммуны
- Официальный сайт: http://www.comune.remanzacco.ud.it